# الحرب الأنجلو-سويدية 1810-1812
```
خلال 
الحروب النابليونية
 حتى عام 1810، كانت 
السويد
 و
المملكة المتحدة لبريطانيا العظمى وأيرلندا
 حليفتين في الحرب ضد 
نابليون
. ونتيجةً لهزيمة السويد في 
الحرب الفنلندية
 
والحرب البوميرانية
 
ومعاهدة فريدريكشامن
 ومعاهدة باريس اللتين تلتهما، أعلنت السويد الحرب على المملكة المتحدة. إلا أن الحرب غير الدموية لم تكن سوى حبر على ورق، تُمنع المملكة المتحدة من إرسال سفنها إلى جزيرة هانو السويدية والتجارة مع دول 
البلطيق
.
```

## خلفية
أجبرت معاهدة باريس، المُبرمة في 6 يناير 1810، السويد على الانضمام إلى النظام القاري، وهو حظر تجاري ضد المملكة المتحدة.  ونظرًا لأن المملكة المتحدة كانت أكبر شريك تجاري للسويد، فقد تسبب ذلك في صعوبات اقتصادية، واستمرت التجارة من خلال التهريب. في 13 نوفمبر من ذلك العام، وجهت فرنسا إنذارًا نهائيًا إلى الحكومة السويدية تطالب فيه السويد خلال خمسة أيام بما يلي:
- إعلان الحرب ضد المملكة المتحدة،
- مصادرة جميع السفن البريطانية في الموانئ السويدية،
- احتجاز جميع المنتجات البريطانية في السويد.

هددت فرنسا وحلفاؤها بإعلان الحرب على السويد إذا لم تستجب للمطالب الفرنسية. في 17 نوفمبر من نفس العام، أعلنت الحكومة السويدية الحرب ضد المملكة المتحدة. 

## حرب
لم تقع أي أعمال حربية خلال النزاع، بل سُمح للمملكة المتحدة بتمركز سفن في هانو، وبالتالي "احتلال" الجزيرة. لم تُحاول السويد عرقلة ذلك، إذ استخدمت المملكة المتحدة الجزيرة لمواصلة تجارتها مع السويد.

## العواقب
توفي ولي عهد السويد المنتخب، الأمير الدنماركي تشارلز أوغسطس، في 28 مايو 1810، وفي 21 أغسطس 1810، انتُخب المارشال الفرنسي جان بابتيست برنادوت وليًا للعهد. ورغم أن برنادوت كان مجرد ولي عهد، وكان خاضعًا رسميًا للملك تشارلز الثالث عشر، إلا أن تدهور صحة الملك وعدم اهتمامه جعلا منه الحاكم الفعلي للسويد. في ظل حكم برنادوت، تدهورت علاقة السويد بفرنسا النابليونية. وعندما احتلت فرنسا بوميرانيا السويدية وجزيرة روجن عام 1812، سعت السويد إلى السلام مع المملكة المتحدة.
بعد مفاوضات طويلة، تم توقيع معاهدة أوريبرو في 18 يوليو 1812. في نفس اليوم وفي نفس المكان، وقعت المملكة المتحدة وروسيا معاهدة سلام لإنهاء الحرب الأنجلو روسية (1807-1812).

## ملحوظات
1. ↑  Durant، Will؛ Durant، Ariel (1975). The Age of Napoleon. Simon and Schuster. ص. 236. ISBN:9781451647686.
2. ↑  Götz، Norbert (2015). "The Good Plumpuddings' Belief: British Voluntary Aid to Sweden During the Napoleonic Wars". The International History Review. ج. 37 ع. 3: 529. DOI:10.1080/07075332.2014.918559.

### الأدب
- نوري، جون ويليام (1827) - دليل بحري، وكاتب سيرة ذاتية، ومؤرخ زمني؛ يحتوي على تاريخ الحروب الأخيرة، من بدايتها في عام 1793 إلى نهايتها في عام 1815؛ واستمر، فيما يتعلق بالجزء المتعلق بالسيرة الذاتية، حتى الوقت الحاضر (جيه دبليو نوري وشركاه)[بحاجة لمُعرِّف الكتاب]
- ساندبرج، أولف (1998) – سفينسكا كريج، 1521–1814 (هجالمارسون وهوجبيرج، ستوكهولم)(ردمك 91-89080-14-9)